# 結城豊太郎
結城 豊太郎（ゆうき とよたろう、旧字体：結城󠄀 豐太郞、1877年（明治10年）5月24日 - 1951年（昭和26年）8月1日）は、日本の銀行家、大蔵大臣・日本銀行総裁、第5代日本商工会議所会頭を歴任。

## 来歴・人物
現在の山形県南陽市赤湯出身。酒造業を営む結城家に生まれる。幼少時から優秀で赤湯小学校卒業時には山形県知事賞を受賞した。旧制山形中学を経て、1899年（明治32年）7月には第二高等学校を卒業し、東京帝国大学へ進学。1903年（明治36年）7月、同法科大学政治学科を卒業。
1904年（明治37年）1月7日、高橋是清の推薦で日本銀行入行。本店検査局、日銀ニューヨーク代理店監督役付、京都支店長、総裁秘書役、大阪支店長などを歴任。1919年（大正8年）8月、井上準之助総裁の推薦で理事に就任、大阪支店長兼務。
だが旧知で引き立て役だった安田善次郎の不慮の死をきっかけに日銀を退職し、1921年（大正10年）11月28日に安田保善社の専務理事に就任、同年12月には安田銀行の副頭取も兼ねる。1926年（大正15年）1月には、安田学園理事長にも就任した。また善次郎の遺志を引き継ぎ、東大安田講堂を完成させた。
1929年（昭和4年）3月、欧米視察からの帰国後に安田を退社し、産業調査会を設立。1930年（昭和5年）9月に日本興業銀行第6代総裁に就任した後、1936年（昭和11年）11月10日設立の商工組合中央金庫初代理事長となる。
翌1937年（昭和12年）1月に日本商工会議所第5代会頭に就任し、2月2日には林銑十郎内閣の大蔵大臣兼拓務大臣兼企画庁総裁に就任し、同年5月31日には貴族院勅選議員に勅任された。だが林内閣はわずか4ヶ月で崩壊し、続く近衛文麿内閣でも蔵相留任を要請されたが断っている。また同年7月27日から1944年（昭和19年）3月18日まで病弱だった池田成彬のあとを受けて第15代日本銀行総裁を務めた。
要職にあっても故郷を忘れることはなく、地元の赤湯は既に温泉地として知られていたが、飲み水や防火用水に困っていると聞き、自費で東京から水道工事の専門家を調査に派遣して、工事費の一部を寄付して赤湯水道を完成させた。このほか母校の赤湯小学校にピアノやグランドを広げる費用を寄付したほか、「臨雲文庫」という図書館を町に寄付した。
1946年（昭和21年）3月20日、貴族院議員を辞職。その後、1948年（昭和23年）4月には三重県津市結城神社の第20代宮司となっている。1951年（昭和26年）8月1日死去。享年74。墓所は青山霊園(8-1イ-14-16-1-7)と南陽市東正寺。

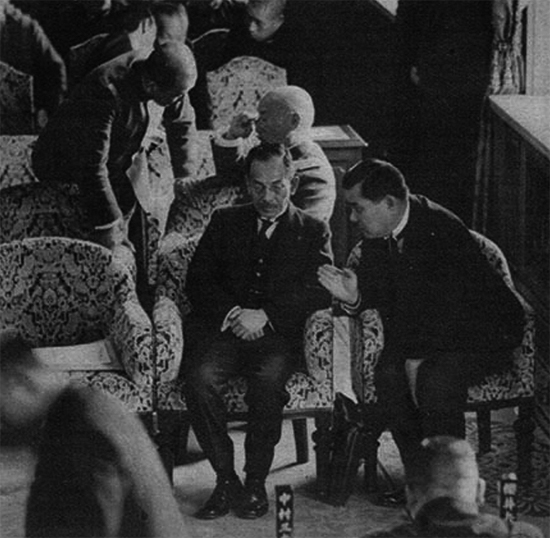
衆議院予算委員会室で秘密会を前に賀屋興宣次官（右）から耳打ちされる結城蔵相（中央）、1937年。

## 家族など
妻の茂登は赤湯小学校の同級生で地元で旅館御殿守を営む6代目石岡要蔵の長女。三女の久子は藤山愛一郎のもとに嫁いだ。
また結城は三木武夫と森睦子の間を取り持ち仲人を務めた。
のちに安田銀行社長を務めた園部潜は日本銀行時代の部下。

## 南陽市立結城豊太郎記念館
結城は自己所有の文献等や愛用調度品を当時の赤湯町に寄付。寄付を下に町は、1935年（昭和10年）に赤湯町立図書館臨雲文庫を開庫した。なお1967年（昭和42年）の市制施行に伴い、南陽市立結城記念館と改称。さらに、1995年（平成7年）4月には新館が竣工。同時に名称を市立結城豊太郎記念館と改め、リニューアルオープンした。

## 栄典
位階
- 1937年（昭和12年）2月15日 - 従三位[10]

勲章等
- 1920年（大正9年）11月1日 - 単光旭日章[11]
- 1930年（昭和5年）12月5日 - 帝都復興記念章[12]
- 1941年（昭和16年）7月3日 - 紺綬褒章飾版[13]

## 伝記
- 秋田博『銀行ノ生命ハ信用ニ在リ 結城豊太郎の生涯』（日本放送出版協会、1996年） ISBN 4-14-080250-2
- 八木慶和『日本銀行総裁結城豊太郎 書簡にみるその半生』斉藤寿彦 監修（学術出版会学術叢書、2007年） ISBN 978-4-284-00060-4